# Orxata d'arròs
L'orxata d'arròs és una beguda refrescant i tradicional de consum estès a Mèxic i a l'Amèrica Central. Forma part de les tradicionals aigües fresques mexicanes, que també es preparen de rosa de Jamaica, de tamarinde i d'altres fruites típiques.

## Composició
L'aigua d'orxata es prepara barrejant farina d'arròs, sucre blanc, canyella, vainilla i en menor mesura d'ametlles, coco o nous, encara que la recepta varia segons la regió i els gustos personals. També se li pot afegir llet condensada o llet evaporada per augmentar el seu valor nutritiu i donar-li un sabor diferent.
Actualment en el mercat mexicà hi ha disponibles xarops d'orxata d'arròs com també la beguda instantània en pols o fins i tot, baixa en calories.

## Tradició
En el sud-est de Mèxic es produeixen xarops d'orxata artesanals. Destaquen principalment els de Yucatán i Campeche. Aquesta beguda és adequada per acompanyar plats típics d'aquesta regió.